# Günter Bernhard
Günter Bernhard (* 1. März 1926 in Graz; † 20. Juni 2014) war ein österreichischer Sportwissenschaftler.

## Leben
Ab der Saison 1955/56 fungierte der damalige Leichtathletiktrainer Bernhard als Konditionstrainer des gerade wieder in die österreichische Erstklassigkeit aufgestiegenen SK Sturm Graz. Bei den Olympischen Sommerspielen 1968 in Mexiko war er Trainer von Horst Mandl und Co.
Ab 1971 war Bernhard Professor für die Theorie der Leibesübungen (später Sportwissenschaft) an der Universität Graz. Seine Habilitationsschrift trug den Titel „Didaktik der Jugend-Leichtathletik“. Mehr als 20 Jahre amtete er ab 1971 als Vorstand des Instituts für Sportwissenschaft, zudem war er von 1983 bis 1987 Dekan der Geisteswissenschaftlichen Fakultät der Universität Graz. Er veröffentlichte in mehreren Auflagen die Lehrbuchreihe „Leichtathletik der Jugend“.
Bernhard befasste sich in der Forschung neben der Leichtathletik-Lehre unter anderem mit dem Talentbegriff, dem Schulsport, der Olympischen Bewegung und dem Sport in China. Ihm wird zugeschrieben, grundlegende Arbeit zur Erstellung einer schulsportbezogenen Trainingslehre geleistet zu haben.
Er war Ehrenprofessor für Sportwissenschaften der Universität Shenyang in China sowie Ehrendoktor der Sportwissenschaft der Johannes Gutenberg-Universität Mainz in Deutschland.